# 休尼夫卡 (瓦西里夫卡區)
47°12′57″N 34°32′39″E / 47.21583°N 34.54417°E
休尼夫卡（烏克蘭語：Гюнівка）是位於烏克蘭東南部的村莊，由扎波羅熱州瓦西里夫卡區的大比洛澤爾卡市鎮負責管轄。該村始建於1861年，面積60.0平方公里，海拔高度65米，2001年人口720，人口密度每平方公里12人。